# National Centers for Environmental Information
Centres nationaux d'information environnementale
Les National Centers for Environmental Information (NCEI), ou Centres nationaux d'information environnementale, est une agence gouvernementale américaine qui gère l'une des plus grandes archives mondiales de données atmosphériques, côtières, géophysiques et océaniques. C'est une composante du National Environmental Satellite, Data, and Information Service (NESDIS) de la National Oceanic and Atmospheric Administration (NOAA).
En plus de l'archivage des données, le NCEI développe des produits et des services qui rendent les données facilement accessibles aux scientifiques, aux représentants du gouvernement, au monde des affaires, au monde universitaire, aux organisations non gouvernementales et au grand public. Le NCEI fournit des données, des produits et des services environnementaux couvrant des profondeurs de l'océan jusqu'à la surface du Soleil.

## Histoire
Les NCEI ont été créés en 2015 à partir de la fusion de trois centres de données NOAA : le Centre national de données climatiques (NCDC), le Centre national de données géophysiques (NGDC) et le Centre national de données océanographiques (NODC) (qui comprend le Centre national de développement des données côtières) (NCDDC). L'organisation est née dans le but de rationaliser la collecte et la conservation des données environnementales qui répond à la demande croissante d'informations environnementales. Le NCEI collabore avec le World Data System du Conseil international pour la science qui vise à rendre les données gratuites et accessibles.
En septembre 2024, le siège des NCEI à Asheville (Caroline du Nord) a été frappé par l'ouragan Helene. De graves dommages ont été causés aux infrastructures, limitant les services réseau et la disponibilité du site internet. Les données archivées sont devenues inaccessibles, certaines pages web ont vu leur disponibilité limitée et les rapports climatiques mensuels de septembre ont été reportés. Il a toutefois été mentionné le 4 octobre que tous les produits de données étaient en sécurité.
Le 8 mai 2025, dans une annonce de la seconde présidence de Donald Trump a annoncé la coupe d'alimentation de la base de données de référence recensant les catastrophes climatiques dans son effort de réductions de financement de la NOAA. Cette base de données du National Centers for Environmental Information (NCEI) collige depuis 1980 les évènements comme des feux de forêt, des tornades ou des ouragans qui causent plus d'un milliard de dollars de dégâts. Les données, jusqu'à celles de 2024, resteront cependant archivées et montrent un accroissement des pertes du nombre de catastrophes ces dernières années. Il sera donc impossible à partir de 2025 de voir la tendance et d'établir un rapport avec le réchauffement climatique.

## Structures
Le siège social des NCEI est situé à Asheville, en Caroline du Nord. Ses principaux sites sont situés à Boulder, au Colorado, à Silver Spring, dans le Maryland, et au Stennis Space Center dans le comté de Hancock (Mississippi). Les six directeurs régionaux des services climatiques de la NOAA, qui font partie du NCEI, représentent les régions Est, Centre, Sud, Pacifique, Ouest et Alaska. Ils travaillent avec un large éventail de partenaires pour fournir des informations climatiques spécifiques à chaque région.
Le NCEI gère le programme du Centre régional du climat qui fournit des services par l'intermédiaire de six bureaux régionaux, :
- Centre climatique régional des hautes plaines (Lincoln (Nebraska))
- Centre climatique régional du Midwest (West Lafayette (Indiana))
- Centre climatique régional du Nord-Est (Ithaca (New York))
- Centre climatique régional du Sud-Est (Chapel Hill (Caroline du Nord))
- Centre climatique régional du Sud (College Station, Texas)
- Centre climatique régional de l'Ouest (Reno (Nevada))

Le NCEI s'associe à des institutions universitaires et à but non lucratif connues sous le nom d'instituts coopératifs pour mener des recherches et effectuer des tâches qui soutiennent sa mission et ses objectifs. Les instituts coopératifs affiliés au NCEI sont les suivants :
- Institut coopératif d'études du système terrestre par satellite (CISESS)
- Institut coopératif de recherche en sciences de l'environnement (CIRES)
- Institut du nord du Golfe (NGI)

## Bases de données

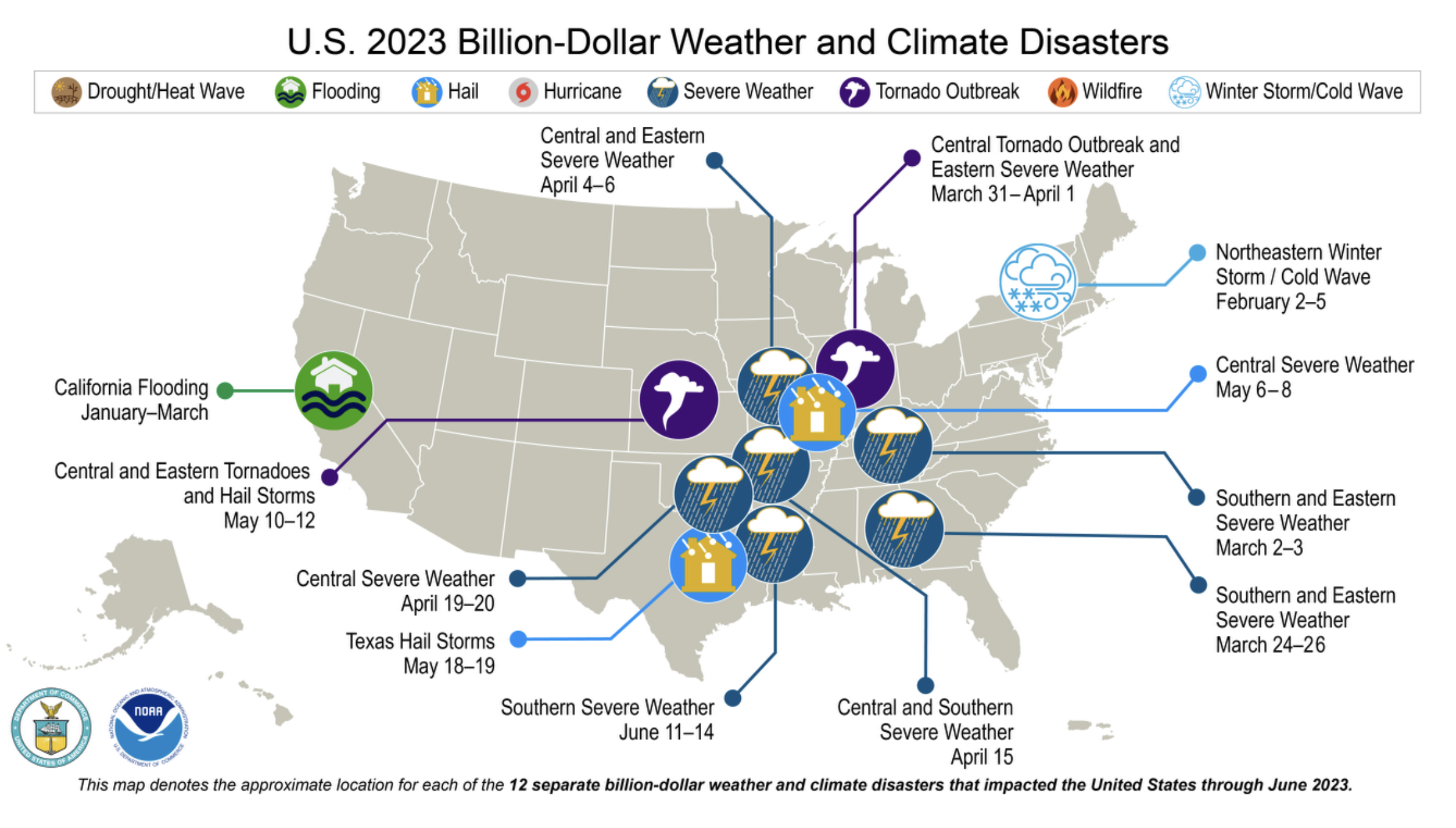
Carte des désastres de plus de 1 milliard $US en 2023, analysé par les NCEI.

Les archives des NCEI contiennent plus de 60 pétaoctets de données, soit l'équivalent de plus de 700 millions de classeurs remplis de documents, ce qui offrent aux utilisateurs l'accès à des dizaines de milliers d'ensembles de données et à des centaines de produits. Les données sont collectées par la NOAA, d'autres agences et départements du gouvernement américain, ainsi que par d'autres institutions, organisations et gouvernements du monde entier.
Les données environnementales sont collectées auprès de nombreuses sources, notamment les satellites, les stations terrestres, les bouées océaniques, les navires, les véhicules sous-marins télécommandés, les radiosondages, les radars météorologiques, les modèles de prévision numérique du temps et de climat, ainsi que la recherche paléoclimatologique. Une fois transmises au NCEI, les données sont archivées et mises à la disposition des chercheurs et d'autres acteurs des secteurs public et privé. Les données et les produits fournissent des informations sur le climat et la météo, les côtes, les océans et la géophysique.

## Utilisateurs
Les ressources du NCEI sont utilisées pour la recherche scientifique et les applications commerciales dans de nombreux domaines, notamment l'agriculture, la foresterie, les écosystèmes marins et côtiers, le tourisme, les transports, les infrastructures civiles, l'énergie, les transports, les ressources en eau, l'énergie, la santé, les assurances, les litiges et la sécurité nationale. Par exemple, les entreprises de vente au détail et de fabrication utilisent les données climatiques pour évaluer l'influence de la météo sur les ventes passées afin de mieux planifier l'avenir. Les producteurs de maïs s'appuient sur les données du NCEI pour décider de la quantité d'engrais à appliquer. Le secteur de la réassurance, qui propose des assurances aux compagnies d'assurance, utilise les données du NCEI pour déterminer les risques associés aux catastrophes naturelles. Les éleveurs de bétail utilisent le US Drought Monitor hebdomadaire du NCEI pour prendre des décisions sur la gestion des terres, la taille du troupeau et les achats d'aliments pour animaux, etc..
Les experts en la matière des NCEI collaborent aussi à des projets de recherche nationaux et internationaux. En 2022, ils ont collaboré avec des scientifiques du monde entier pour produire des recherches de calibre mondial et ont rédigé plus de 90 articles dans des revues à comité de lecture. Les domaines d'étude étaient aussi variés que les données environnementales hébergées au NCEI : ouragans, sécheresse, réchauffement des océans, science des incendies, éruptions solaires, intelligence artificielle, microplastiques marins et bien d'autres encore.